# Напръстник
Напръстник (Digitalis) е род покритосеменни растения от семейство Живовлекови (Plantaginaceae). Включва около 20 вида тревисти растения и храсти, разпространени в Европа, Северна Африка, Близкия изток и Централна Азия.

## Видове
Родът включва около 20 вида, сред които:
- Digitalis cariensis
- Digitalis ciliata
- Digitalis davisiana
- Digitalis dubia
- Digitalis ferruginea
- Digitalis grandiflora
- Digitalis laevigata
- Digitalis lanata
- Digitalis leucophaea
- Digitalis lutea
- Digitalis obscura
- Digitalis parviflora
- Digitalis purpurea
- Digitalis thapsi
- Digitalis trojana
- Digitalis viridiflora